# 은하순찰대
은하순찰대는 MK 프로덕션이 제작한 TV 애니메이션 시리즈이다. 에드워드 엘머 스미스의 소설 렌즈맨을 원작으로 한다. 1984년 10월 6일부터 1985년 3월 30일까지 TV 아사히에서 총 25화로 방영되었다.
대한민국에서는 1990년 9월 27일부터 1990년 12월 27일까지 MBC에서 방영되었다.

## 등장인물
- 솔
- 피터 반부스키르크
- 젤다
- 플리크
- 모로우
- 네이첼
- 라나
- 토마스
- 다이네
- 헬무트 공작
- 로물론
- 헨리 헤너슨

## 주제가
오프닝
- On the wing

엔딩
- 파라다이스